# Reinhart Zarneckow
Reinhart Zarneckow (* 8. März 1943 in Sonnenberg bei Stettin) ist ein deutscher Jurist und Politiker. Seit 1990 Mitglied der SPD, Austritt am 9. Dezember 2023.

## Leben
Nach dem Abitur studierte Zarneckow von 1961 bis 1963 evangelische Theologie an der Humboldt-Universität zu Berlin, besuchte 1964 das Katechetische Oberseminar in Naumburg und absolvierte von 1965 bis 1969 ein Studium der Rechtswissenschaft an den Universitäten in Universität Jena und Berlin. Er arbeitete zunächst als Justitiar und nahm 1974 eine Tätigkeit als Rechtsanwalt auf. Er praktizierte bis August 2022 als Rechtsanwalt in der Kanzlei Zarneckow & Manegold in Frankfurt (Oder) und Seelow.
Reinhart Zarneckow ist verheiratet und hat vier Kinder.

## Politik
Zarneckow trat im August 1990 in die SPD ein. Von 1990 bis 1999 war er Abgeordneter des Brandenburger Landtages. Im Parlament vertrat er den Wahlkreis Frankfurt/Oder. Im Untersuchungsausschuss I/3 - Stolpe - Untersuchungsausschuss war er Sprecher der SPD und zuletzt amtierender Vorsitzender. Im Dezember 2023 erklärte er seinen Austritt aus der SPD und kündigte seine Unterstützung für das Bündnis Sahra Wagenknecht an.